# 그랜드뱅크스

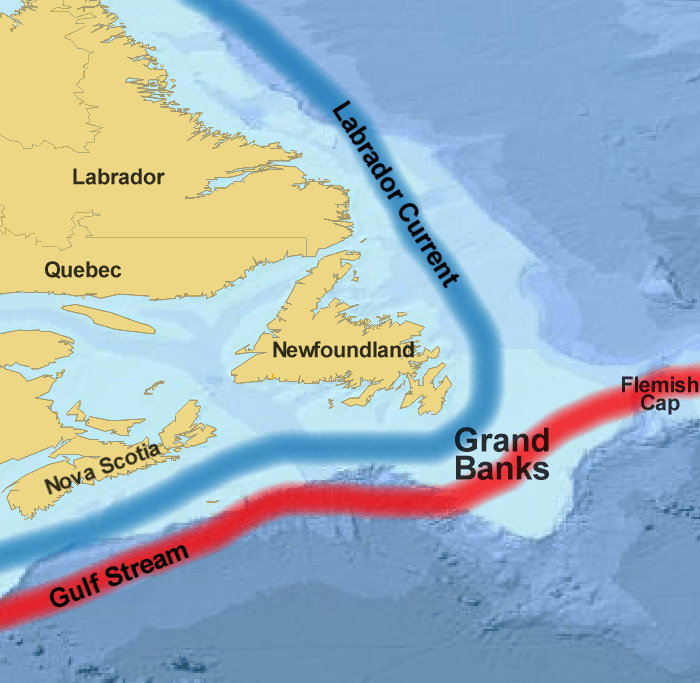
그랜드뱅크스

그랜드뱅크스(Grand Banks)는 뉴펀들랜드섬 남동쪽에 발달한 대륙붕이다. 차가운 래브라도 해류가 따뜻한 멕시코 만류와 만나면서 풍족한 어장을 이룬다.

## 같이 보기
- 기름 유출
- 서그린란드 해류